# Първороден грях
За едноименния филм вижте Първороден грях (филм).
Първородният грях в християнската теология е грехът, извършен от първия човек, чиито последици след това се предават на неговите потомци. Понятието „първороден грях“ и различното му разбиране стои в основата на християнското богословие и има по-малко значение в другите монотеистични религии – юдаизъм и ислям. Често по аналогия се използва като метафора в различни езикови области.

## Библейско описание
Според библейското повествувание, изложено в книга „Битие“ (2 – 3 гл.), Господ (Яхве) е заповядал на Адам и Ева да не откъсват плод от Дървото на Познанието (Бит. 3:3). Ева обаче е изкушена от змията (асоциирана в християнството със Сатаната), да откъсне този плод: „Но Бог знае, че в деня, в който вкусите от този плод, ще бъдете като богове, знаещи добро и зло“ (Бит. 3:5). Ева взема плода, сама яде от него, дава и на Адам да яде. Тогава очите на двамата прародители на човечеството се отварят, те разбират че са голи. Господ (Яхве), научавайки за случилото се, ги изгонва от рая с основния мотив Адам и Ева да не вкусят и от плода на Дървото на Живота – той би ги направил не само знаещи, но и безсмъртни. След това грехопадение Адам е прокълнат да изкарва хляба си с пот на челото, а Ева – да ражда в скърби (Бит. 3:16 – 20). Оттам насетне човешкият род придобива сегашното си битие, изгубва пряката връзка с Бога, става знаещ, но порочен; безсмъртният дух се таи в тленно тяло.

## Тълкуване в Новия завет
Самият Иисус Христос в думите си, описани в Новия завет, не се спира върху греха на праотците. За сметка на това темата е застъпена ярко в писанията на апостолите: „Затова, както чрез един човек грехът влезе в света, а чрез греха – смъртта, и по такъв начин смъртта премина във всички люде чрез един човек, в когото всички съгрешиха; така чрез един Човек сега влиза в света оправданието, а чрез него и животът…“ (Рим. 5:12). Така според Новия завет Иисус Христос принася своята жертва именно за да изкупи първородния грях, да заличи, като втори Адам, стореното от първия, и да възстанови изгубената хармония между Бога и човека. Но именно тълкуването и различното разбиране за първородния грях става повод за сериозни разногласия в древната християнска Църква, а и днес различните вероизповедания имат свое отделно понятие за него, което стои в основата на повечето различия между православни, католици и протестанти.

## Древна християнска литература
Още в първите векове на християнството, въпреки съществуващото тогава единство в Църквата, темата за първородния грях има различни трактовки у различните богословски школи.
- Буквално тълкуване – застъпено от Теодорит Кирски, Теодор Мопсуетийски, отчасти при св. Йоан Златоуст. Това разбиране дословно следва библейския разказ, не само в религиозната интерпретация, но и в чисто екзактни детайли – географски и исторически. С известни уговорки може да се каже, че този метод следват съвременната история и археология, които търсят материални доказателства за грехопадението в опитите си да докажат, че то е реален исторически факт, или за да отхвърлят съществуването на такъв факт.
- Историческо тълкуване – подобно на буквалното, но с привнасяне на елементи, които „одухотворяват“ буквалното повествование. По този повод Сергей Булгаков пише: „Няма никаква необходимост да им се приписва исторически характер в смисъла, характерен за събитията от емпиричния живот на този свят, защото цялата пълнота и дълбочина на битието съвсем не се изчерпва с тях... Сказанието от трета глава на Битие за грехопадението, макар че е история, е именно метаистория и в това си качество е мит, който е повече и по-значителен в обобщенията си за историческите образи от цялата емпирична история“ („Невестата на Агнеца“). Т. е. историческото и такова в смисъла на митологичното време и място, а не на конкретните географски понятия.
- Привържениците на алегоричния метод на тълкуване (Ориген, св. Григорий Богослов, св. Григорий Нисийски, св. Амвросий Медиолански и др.) виждат в библейския разказ иносказателно предадени духовни истини. За тези автори историческият факт (а за тях той несъмнено е такъв), не е нещо повече от алегория, която иска да предаде важни духовни и метафизични истини. Грехът не е вече факт, който се е извършил някога в пространството и времето, той е метафизична даденост, която присъства в дейността на всеки един човешки индивид.

## Разбиране при различните християнски конфесии
В днешно време различията в разбирането за първородния грях са в основата на разликите, съществуващи между отделните християнски изповедания. Въпреки формалната си прилика, тези разлики стоят в основата на вероучение, което в повечето случаи е със съществени и драстични разлики. Тълкуването на понятието „първороден грях“ оттам нататък стои в основата на фундаменални от гледна точка на религията въпроси и понятия като „тайнство“, „изкупление“ и т.н.

### Православие
Според православната доктрина, грехопадението и първородният грях не повреждат същностно индивидуалната човешка природа. Първородният грях е даденост, доколкото всеки един индивид търпи неговите последици. Очистването от първородния грях става посредством праведния християнски живот в Църквата, най-вече чрез участието в тайнствата.
На богословско ниво първородният грях не се приема като наследствен в днешния смисъл на тази дума. Физическите и психическите недостатъци на даден човек се разглеждат без връзка с него. Пълноценното участие в църковния живот и най-вече приемането на тайнствата е гаранция за спасение. Изкуплението, извършено от Иисус Христос, е еднократно, но само по себе си не очиства първородния грях, а дава основата, върху която, благодарение на собствените си усилия, човек може да се спаси.

### Католицизъм
Според римокатолическото учение, първородният грях не променя човешката природа – човекът само се лишава от благодатните дарове (телесно безсмъртие, нравствена чистота и господстване над природата. Наказанието на Адам и Ева се състои именно в лишаването от тази благодат, която след това е постижима в християнските тайнства. Според учението на Католическата църква, човек не само може да заслужи своето спасение, но и да извърши „свръхдлъжни“ дела – понятие, което служи като обосновка за индулгенцията.

### Протестантство
За разлика от католицизма и отчасти православието, протестантството смята, че първородният грях тотално е извратил човешката природа, която след него е способна само на зло. Единствено вярата е способна да възстанови хармонията между Бога и човека и спасението е резултат на Божията воля, съответна на вярата, без да има пряко отношение към делата на човека в реалния свят, т.е. спасението е изцяло божествено дело, което не зависи от участието на човека. Горното определение засяга ранното протестантство, впоследствие различните конфесии коригират този възглед, някои от тях допускат, а други и настояват за човешкото участие в изкуплението на първородния грях.

### Други
- Религиозните системи, възникнали на базата на християнството, като тази на „мормоните“ и „Свидетелите на Йехова“, имат собствено разбиране за първородния грях.
- Атеистичните философски системи, боравещи с християнска терминология, като позитивизма и марксизма, като цяло отхвърлят идеята за първородния грях, или поне идеята, че той се предава от поколение на поколение в човешкия род.

## Тълкуване при юдаизма и исляма
Юдаизмът и ислямът приемат грехопадението като исторически факт, но идеята за първороден грях не съществува в тези религии, което до голяма степен се дължи на различното разбиране, което се влага в самото понятие „грях“.